# Freziera varibrateata
Freziera varibrateata es una especie de planta con flor en la familia Theaceae. 
Es endémica de Bolivia. La 1ª y única colecta se hace en 1928 en la localidad de Suri-Negracota (departamento de La Paz).
Está amenazada gravemente de extinción por destrucción de hábitat

## Fuente
- World Conservation Monitoring Centre 1998.  Freziera varibrateata.   2006 IUCN Lista Roja de Especies Amenazadas; bajado 21 de agosto de 2007